# 국민대통합당 (2015년)
국민대통합당(國民大統合黨)은 민본주의를 기본 사상으로 삼고 중민정치 이념을 가진 대한민국의 정당이다.

## 연혁
2015년 10월 7일 국민행복당(國民幸福黨, 약칭 행복당)이라는 이름으로 처음 창당하였다. 이후 대한민국 제20대 국회의원 선거를 앞둔 2016년 3월 7일에 친(親)반기문을 표방하여 잠시 친반국민대통합(親潘國民大統合, 약칭 친반통합)으로 변경하였다가, 총선이 끝난 후인 4월 28일에 원래의 이름으로 환원하였다.
그러다가 대한민국 제21대 국회의원 선거를 앞둔 2020년 2월 5일에 부정부패척결당 창당준비위원회가 합류하여 국가부패척결당(國家腐敗剔抉黨, 약칭 척결당)이라는 명칭으로 변경하였다. 하지만 같은 해 3월 12일, 다시 통일민주당(統一民主黨, 약칭 통민당)으로 변경하였다. 총선이 끝난 후 2021년 1월 4일에 국민대통합당(國民大統合黨, 약칭 통합당)으로 변경하였다.

## 역대 선거 현황

### 총선
|  | 0% |

|  | 0% |

|  | 0% |

|  | 0.06% |

|  | 0% |

|  | 0% |

|  | 0.1% |

|  | 0% |